# Kurt Hallegger
Kurt Hallegger (* 8. Juli 1901 in Mährisch Schönberg, Österreich-Ungarn; † 10. Oktober 1963 in München) war ein deutschmährischer Maler und Bühnenbildner, der nach Deutschland emigrierte und dort hauptsächlich für das Bayerische Staatsschauspiel arbeitete.

## Leben
Kurt Hallegger wuchs als Sohn des Fabrikdirektors Josef Hallegger und dessen Frau Therese Hallegger (geborene von Stellwag Carion) in Mährisch-Schöneberg auf. Er besuchte das dortige Gymnasium und studierte 1919 an der Hochschule für Bildende Künste Breslau und zwei Jahre später an der Akademie der bildenden Künste Wien.
Den Abschluss seiner Studienzeit bildete der Besuch der Meisterschule der Akademie Prag 1923. In dieser Zeit lernte er seine zukünftige Frau Annemarie Bunzl kennen, deren späterer Künstlername Amei Bunzl-Hallegger sein sollte.
1926 wurde Kurt Hallegger der Prix de Rome verliehen. Bis 1945 betrieb er ein kleines Atelier in Prag und beteiligte sich an Ausstellungen der Prager Secession, deren Mitglied er war, unter anderem mit Oskar Kokoschka und Josef Hegenbarth. Zu jener Zeit war er als Porträt-, Landschafts- und Freskenmaler tätig und arbeitete außerdem von  1928 bis 1933 als Illustrator für den Simplicissimus, den Querschnitt und anderen Tageszeitungen.
Kurt Halleggers künstlerisches Schaffen wurde nachhaltig von mehreren Auslandsaufenthalten geprägt. Er bereiste Italien, Frankreich und Marokko und verweilte 1936 ein Jahr in Griechenland, um sich dort von fremder Kultur und neuartiger Landschaft inspirieren zu lassen. Dies wurde vor allem in der neu gewonnenen leuchtenden Farbigkeit und Dynamik seiner Bilder deutlich. Halleggers Ruf als Professor an die Akademie Prag wurde durch die damaligen politischen Verhältnisse verhindert. So gelangte er 1946 nach München.
In der bayrischen Hauptstadt angekommen wurde Hallegger von Heinz Hilpert entdeckt, mit dem er lange Zeit befreundet war. Dieser gab Kurt Hallegger den Anstoß sich der Gestaltung von Bühnenbildern zu widmen.
Zuerst arbeitete er an den Städtischen Bühnen Nürnberg, wechselte wenige Zeit später an das Bayerische Staatsschauspiel und an die Münchner Kammerspiele. Im Staatsschauspiel stattete Hallegger rund 40 Inszenierungen aus und war als Gast namhafter Bühnen des In- und Auslandes tätig. Seine Arbeit beschränkte sich jedoch nicht auf das Theater. In der Filmbranche wirkte Kurt Hallegger als Set-Dekorateur und Kostümdesigner unter anderem in den Filmen Hoheit lassen bitten (1954) und Die Heiratskomödie (1955) mit. Es verschlug ihn sogar nach Istanbul, wo er den ersten türkischen Farbfilm Die Teppichweberin mit Kulissen und Kostümen ausstattete.
1957 war Kurt Hallegger wegen eines schweren Herzleidens und einer Lungenentzündung gezwungen, eine schöpferische Pause einzulegen. Ärzte führten diese Krankheitsbilder auf eine sowohl physische, als auch psychische Überanstrengung zurück. Der Künstler erholte sich und konnte seine Arbeit wieder aufnehmen. 1962 erhielt Kurt Hallegger auf den Pariser Theaterfestspielen Theater der Nationen den Preis für das beste Bühnenbild der Saison. Bei dem ausgezeichneten Bild handelt es sich um die Residenztheaterinszenierung Die Mauer von Millard Lampell.
Kurt Hallegger starb am 10. Oktober 1963 im Alter von 62 Jahren an den Folgen eines Herzinfarkts.

## Malerei
Bezeichnend für Halleggers Malstil war es, mit nur wenigen, leicht geschwungenen Zeichenstrichen die Dynamik einer Bewegung in seinen Bildern einzufangen. In seinen Skizzen und Studien ist nicht die detailgetreue Reproduktion des Gegenstandes oder der Person entscheidend, sondern die  Gesamtkomposition soll den Betrachter ansprechen.
Seine Malerei ist von Sprunghaftigkeit und Launen geprägt. Aus diesem Grund ist es auch nicht verwunderlich, dass sich Kurt Hallegger Anfang der 1950er Jahre von der naturalistischen und gegenständlichen Kunst abwendete, um sich der Abstraktion hinzugeben. Für ihn war es wichtig, sich von dem Objekt zu lösen und seine Visionen und Träume durch abstrakte Formen Ausdruck zu verleihen.
Der tschechische Künstler zog seine Inspiration aus dem abstrakten  Expressionismus. Vor allem die Einflüsse des französischen Informel spiegeln sich in seinen Werken wider. Aus einem dunklen Hintergrund lösen sich sparsam und überlegen akzentuiert lichte Farben von hoher dramatischer Intensität und erinnert somit an den französischen Expressionisten Pierre Soulages, welcher schwarze Balkenformen vor einen hellen Hintergrund setzte.

## Bühnenbilder
Hallegger formte seine Bühnenbilder klassisch, also perspektivisch – gegenständlich. Vor allem das Spiel zwischen Licht und Raum gelang bei ihm an große Bedeutung. Er setzte das Licht wohlüberlegt ein, um so die für seine Bühnenbilder typische Tiefenräumlichkeit zu erzeugen. Die Farbspannung bleibt bei Hallegger immer auf markante Einzelformen konzentriert. Die Szene wird so auf das Wesentliche ausgerichtet, verbunden mit einer klaren Raumgliederung.
Dass Kurt Hallegger in seiner Malerei den Weg in die Abstraktion fand, wird in seinen Bühnenbildern, wenn auch nur im Ansatz, deutlich. Großräumig konzipierte Szenen von Stücken, wie König Lear (1961) oder Hamlet (1961), sind nur noch von wenigen, skeletthaften Architekturandeutungen und abstrakten Schwebeteilen begrenzt.
Dieser Aspekt wird auch in dem Stück Die Perser (1961) aufgegriffen. Eine ruinenhaft durchbrochene Torplastik steht vor einem in dem Raum gehängten Flachrelief, das mit blut- und bronzefarbenen Rissen und Schichten sublim strukturiert ist.

## Bühnenausstattungen
Unter anderem statte Kurt Hallegger folgende Inszenierungen aus:
- München (1947): Ein Traumspiel von August Strindberg
- München (1948): Die Möwe von Anton Tschechow
- Nürnberg (1947): Emilia Galotti von Gotthold Ephraim Lessing
- Nürnberg (1948): Wie es euch gefällt von William Shakespeare
- Nürnberg (1949): Herr Puntila und sein Knecht Matti von Bertolt Brecht
- Nürnberg (1949): Faust I von Johann Wolfgang von Goethe
- Nürnberg (1949): Die Zauberflöte von Wolfgang Amadeus Mozart
- München (1949): Das Leben ein Traum von Pedro Calderón de la Barca
- Nürnberg (1950): Der Mond von Carl Orff
- München (1950): Der eingebildete Kranke von Molière
- München (1951): Die lustige Witwe von Franz Lehár
- Nürnberg (1952): Egmont von Johann Wolfgang von Goethe
- München (1952): Der Erstgeborene von Christopher Fry
- München (1952): Scherz, Satire, Ironie und tiefere Bedeutung von Christian Dietrich Grabbe
- München (1953): Die Soldaten von Jakob Michael Lenz
- München (1954): Die gefesselte Phantasie von Ferdinand Raimund
- München (1954): Maria Stuart von Friedrich Schiller
- München (1954): Heiratskomödie von Bruno Hübner
- Frankfurt/M. (1954): Don Karlos von Friedrich Schiller
- München (1955): Troilus und Cressida von William Shakespeare
- München (1955): Der böse Geist Lumpacivagabundus von Johann Nestroy
- Nürnberg (1955): Der lasterhafte Herr Tschu von Julius Berstl
- Düsseldorf (1955): Die Hochzeit des Figaro von Wolfgang Amadeus Mozart
- München (1957): Der Bauer als Millionär von Ferdinand Raimund
- Hannover (1957): Der Verschwender von Ferdinand Raimund
- München (1958): König Hirsch von Hans Werner Henze
- München (1959): Der kaukasische Kreidekreis von Bertolt Brecht
- München (1960): Die Nashörner von Eugène Ionesco
- München (1960): Viel Lärm um Nichts von William Shakespeare
- München (1960): Hamlet von William Shakespeare
- München (1961): Die Perser von Aischylos
- München (1961): Der Revisor von Nikolai Gogol
- München (1961): Die Mauer von Millard Lampell
- München (1961): König Lear von William Shakespeare
- München (1961): Die Widerspenstigen Zähmung von William Shakespeare
- München (1962): Minna von Barnhelm von Gotthold Ephraim Lessing
- München (1962): Camino Real von Tennessee Williams
- München (1963): Kabale und Liebe von Friedrich Schiller

## Engagements
- Bayerisches Staatsschauspiel München (1947–1963)
- Münchner Kammerspiele  (1948–1962)
- Gärtnerplatztheater (1950–1954)
- Städtische Bühnen Düsseldorf (1951–1952, 1955)
- Kleines Theater Istanbul (1952)
- Landestheater Hannover (1953/1955/1958)
- Deutsches Theater Göttingen (1954–1956)
- Städtische Bühnen Frankfurt/Main (1955/1960)
- Burgtheater Wien (1955/1963)
- Nationaltheater Mannheim (1956/1960)
- Staatstheater Stuttgart (1956)
- Nederlandse Opera Amsterdam (1956)
- Schauspielhaus Zürich (1957)
- Bayerischer Rundfunk, Abteilung Fernsehen (1957/1961/1962)
- Volkstheater Wien (1960)